# Stelletta ruetzleri
Stelletta ruetzleri är en svampdjursart som beskrevs av Mothes och Silva 2002. Stelletta ruetzleri ingår i släktet Stelletta och familjen Ancorinidae. Inga underarter finns listade i Catalogue of Life.